# بخش کورونگ کومی
بخش کورونگ کومی (به انگلیسی: Kurung Kumey district) یک منطقهٔ مسکونی در هند است که در آروناچال پرادش واقع شده‌است. بخش کورونگ کومی ۹۲٬۰۷۶ نفر جمعیت دارد.